# Заюково
Заю́ково (кабард.-черк. Зэикъуэ — «кизиловая долина») — село в Баксанском районе Кабардино-Балкарской Республики.
Образует муниципальное образование «сельское поселение Заюково», как единственный населённый пункт в его составе.

## География
Селение расположено в юго-западной части Баксанского района, у входа в ущелье реки Баксан. Находится в 20 км к юго-западу от районного центра Баксан и в 45 км от города Нальчик. Через село проходит региональная автотрасса А-158 «Прохладный—Баксан—Эльбрус», ведущая в национальный парк Приэльбрусье.
Общая площадь территории сельского поселения составляет — 143,33 км². Протяжённость села составляет около 13 км в длину, что делает его самым протяжённым сельским населённым пунктом в регионе.
Граничит с землями населённых пунктов: Атажукино на севере, Верхний Куркужин на западе, Кёнделен на юго-западе, Жанхотеко и Лашкута на юге, а также с землями Государственного Лесного Фонда (Гослесфонда) на востоке.
Населённый пункт находится в переходной от предгорной в горную зоне республики. Рельеф местности представляет собой разветвленную систему хребтов, возвышающиеся над селом по обеим её сторонам. Средние высоты на территории села составляют около 820 метров над уровнем моря. Над западной частью села возвышаются вершины — Заюко (1401 м), Харахора (1233 м), и Матхуко (1071 м). Также на территории села находятся множество надземных и подземных пещер.
Из недр земли в основном добываются туф и известь. Имеется предварительно разведанная Заюковское месторождение нефти.
Гидрографическая сеть представлено бассейном реки Баксан. В пределах села в него впадают левые притоки — Гунделен, Заюко, Лампажуко, и правые притоки — Хекуарде, Казанкой, Штаучуко, Ханагок, Аргаюко, Мешоко и другие. Местность богата подземными водами. Имеется горячий лечебный источник.
Климат влажный умеренный, с тёплым летом и прохладной зимой. Среднегодовая температура воздуха составляет около +7,0°С, и колеблется от средних +18,0°С в июле, до средних −4,5°С в январе. Среднегодовое количество осадков составляет около 1500 мм, основная часть из которых выпадает в период с апреля по сентябрь.
| Показатель                                                                                        | Янв. | Фев. | Март | Апр. | Май  | Июнь | Июль | Авг. | Сен. | Окт. | Нояб. | Дек. | Год  |
| ------------------------------------------------------------------------------------------------- | ---- | ---- | ---- | ---- | ---- | ---- | ---- | ---- | ---- | ---- | ----- | ---- | ---- |
| Средний суточный максимум, °C                                                                     | 0    | 1,1  | 4,9  | 10,5 | 15,6 | 19,4 | 21,8 | 22,1 | 17,3 | 11,9 | 6,0   | 2,0  | 11,1 |
| Средняя температура, °C                                                                           | −4,7 | −3,4 | 0,5  | 5,9  | 11,3 | 15,5 | 18,1 | 18,0 | 13,3 | 7,6  | 1,3   | −2,8 | 6,7  |
| Средний суточный минимум, °C                                                                      | −9,2 | −7,9 | −4,6 | 0,4  | 5,8  | 10,4 | 13,3 | 13,4 | 9,0  | 3,4  | −2,9  | −7,2 | 2,0  |
| Норма осадков, мм                                                                                 | 46   | 50   | 106  | 155  | 219  | 253  | 211  | 187  | 159  | 103  | 60    | 46   | 1595 |
| Источник: https://en.climate-data.org/asia/russian-federation/kabardino-balkaria/sayukovo-753780/ |      |      |      |      |      |      |      |      |      |      |       |      |      |

## История
До образования современного села, на его территории и окрестности располагались различные аулов. Так на месте, где ныне расположена верхняя плотина Баксанской ГЭС, обитал княжеский род Шогемоковых, которые были валием (верховными князьями) Кабарды в XVII веке.
У впадения реки Гунделен в Баксан располагался аул Думаново (кабард.-черк. Думэней). На правом берегу реки Баксан располагались аулы — Хамгурово (кабард.-черк. Хьэмгъур хьэблэ), Казаноково (кабард.-черк. Къазэнокъуей) и Бжахово (кабард.-черк. Бжьахъуэ хьэблэ). На левом (солнечном) берегу находились аулы — Борово (кабард.-черк. Борей), Хатуково (кабард.-черк. Хьэтыкъуей) и Пшицуково (кабард.-черк. Пщыцӏыкӏуей), а на реке Хекуарде находился аул Мешоко (кабард.-черк. Мыщэкъуэ хьэблэ).
В 1810 году аул, находившийся на левом берегу речки Ханагок, был полностью разрушен и сожжён русскими войсками.
Ядро современного села было основано в 1830 году, и первоначально называлось — Верхнее Атажукино. Основателем был кабардинский князь Хатокшуко Атажукин (сын Касея Атажукина), который со своими людьми переселился из села Атажукино.
Село быстро росло и расширялось благодаря слиянию и объединению близлежащих аулов. Однако, с окончанием Кавказской войны многие жители вынуждено покинули село в ходе мухаджирства.
В 1867 году в ходе Земельной реформы Кабарды и программы по укрупнению кабардинских аулов, к аулу Хатокшуко Атажукина был присоединён аул Герендуки Шогенова, располагавшийся выше по ущелью, а также родовые селения Шомаховых, Шурдумовых и др.
В 1920 году с окончательным установлением советской власти в Кабарде, решением ревкома Нальчикского округа, Верхнее Атажукино как и другие кабардинские поселения было переименовано, из-за присутствия в их названиях княжеских и дворянских фамилий. В результате село получило новое название — Заюково, что в переводе с кабардинского означает — «кизиловая долина».
Во время Великой Отечественной войны село некоторое время было оккупировано немецкими войсками, которые тут с трудом прорвались в Баксанское ущелье. На фронт ушли более 1000 выходцев из села, половина которых не вернулось с войны. После отступления немцев началось восстановление села.
В 1992 году Заюковский сельсовет был реорганизован и преобразован в Заюковскую сельскую администрацию. В 2005 году Заюковская сельская администрация была преобразована в муниципальное образование, со статусом сельского поселения.

## Население
| 1939    | 1959    | 1970    | 1979    | 2002    | 2010    | 2012    |
| ------- | ------- | ------- | ------- | ------- | ------- | ------- |
| 6400    | ↗6894   | ↗7624   | ↗7658   | ↗10 252 | ↗11 229 | ↗11 316 |
| 2013    | 2014    | 2015    | 2016    | 2017    | 2018    | 2019    |
| ↗11 384 | ↗11 464 | ↗11 528 | ↗11 586 | ↗11 628 | ↗11 662 | ↗11 685 |
| 2020    | 2021    | 2023    | 2024    | 2025    |         |         |
| ↗11 717 | ↗11 976 | ↗12 005 | ↗12 045 | ↗12 122 |         |         |

Плотность — 84.57 чел./км2.
За межпереписной период (с 2010 по 2021 год) население села увеличилось на 747 чел. (+ 6,65 %).
Национальный состав
По данным Всероссийской переписи населения 2021 года:
| Народ                | Численность, чел. | Доля от всего населения, % | Доля от указавших нац-ть, % |
| -------------------- | ----------------- | -------------------------- | --------------------------- |
| кабардинцы (черкесы) | 11 384            | 95,06 %                    | 99,91 %                     |
| * кабардинцы         | 10 172            | 84,94 %                    | 89,27 %                     |
| * черкесы            | 1212              | 10,12 %                    | 10,64 %                     |
| другие               | 10                | 0,08 %                     | 0,09 %                      |
| нет / не указано     | 582               | 4,86 %                     | -                           |
| всего                | 11 976            | 100 %                      | 100 %                       |

## Местное самоуправление
Администрация сельского поселения Заюково — село Заюково, ул. Кирова, 295.
Структуру органов местного самоуправления сельского поселения составляют:
- Исполнительно-распорядительный орган — Местная администрация сельского поселения Заюково. Состоит из 10 человек.
  - Глава администрации сельского поселения — Кармоков Гумар Хусенович (с 13 ноября 2024 года).
- Представительный орган — Совет местного самоуправления сельского поселения Заюково. Состоит из 15 депутатов, избираемых на 5 лет.
  - Председатель Совета местного самоуправления сельского поселения — Кармоков Гумар Хусенович.

## Образование
- МКОУ Средняя общеобразовательная школа № 1 — ул. Казаноко, 135.
- МКОУ Средняя общеобразовательная школа № 2 «имени Х.А. Шафиева» — ул. Кирова, 377.
- МКОУ Средняя общеобразовательная школа № 3 «имени Б.М. Нахушева» — ул. Кирова, 493[26];
- МКОУ Средняя общеобразовательная школа № 4 — ул. Баксанская, б/н.
- МУ ДО Детская школа искусств — ул. Кирова, 369.
- МОУ ДОД Детская музыкальная школа — ул. Кирова, 297.
- МКДОУ Начальная школа Детский сад № 1 — ул. Кирова, 292.
- МКДОУ Начальная школа Детский сад № 2 — ул. Кирова, 262.

## Здравоохранение
- ГБУЗ «Баксанская районная больница»[27] — ул. Больничная, 1.

## Культура
- МКУ Сельский Дом культуры — ул. Кирова, 282.
- Музей Жабаги Казаноко
- Физкультурно-оздоровительный комплекс

Общественно-политические организации
- Адыгэ Хасэ
- Совет Старейшин
- Общественный совет села
- Советов ветеранов труда и Великой Отечественной войны и др.

## Ислам
В селе функционируют три мечети, в составе которых также действуют образовательное медресе:
- Мечеть «Верхний Жамагат» — ул. Кирова, б/н.
- Верхняя мечеть — ул. Кирова, 195.
- Нижняя мечеть — ул. Шогенцукова, 6.

## Экономика
На территории села действуют около 70 предприятий функционирующих в сфере услуг, сельском хозяйстве и промышленности.
Наиболее бюджетообразующими из которых являются:
- Верхнее водозаборное сооружение Баксанской ГЭС и её деривационный канал.
- Заюковский МСЗ (Маслосырзавод).
- Баксанцемент
- Известковый завод Заюково
- Туфовый карьер

## Археология
- К югу от села, в долине реки Зараджуко, в гроте Сарадж-Чуко найдена первая на Северном Кавказе мустьерская обсидиановая индустрия возрастом около 90 тыс. лет (средний палеолит, неандертальцы)[28]. Впервые для Кавказа, на материалах из грота Сарадж-Чуко доказано использование обсидиановых наконечников копий в качестве охотничьего вооружения, а также битума с добавлением графена, алюминия, натрия и азота для закрепления наконечников в деревянных рукоятях[29][30]. Ученые предполагают, что подобное оружие использовалось для охоты на копытных животных, прежде всего на кавказского тура. Орудия неандертальцев из Сарадж-Чуко по технологии изготовления близки к орудиям неандертальцев, живших на северном склоне Восточного Кавказа, восточной части Малого Кавказа и на территории гор Загрос в Иране [31][32]. В гроте Сарадж-Чуко также изучено 3 культурных слоя, которые относятся к эпохе среднего палеолита, и представляют древнейшие свидетельства заселения территории Кабардино-Балкарии в период от 90 до 40 тысяч лет назад. Комплексными исследованиями, проведенными в гроте Сарадж-Чуко, доказано влияние изменений климата и усиления вулканизма на заселение региона.
- Исследователи грота Сарадж-Чуко предполагают[33], что территория Приэльбрусья, где расположен единственный известный на Северном Кавказе источник обсидиана у селения Заюково, могла служить контактной зоной неандертальцев разных культурных традиций.[34]. Обсидиан — сырьё вулканического происхождения, которое высоко ценилось древним человеком. Установлено, что обсидиан из Заюковского источника, расположенного над селением Заюково, доставлялся неандертальцами в Мезмайскую пещеру, в Апшеронском районе Краснодарского края, за более чем 250 км[35][36].
- Навес Псытуаже в ущелье реки Фандуко, относится к рубежу плейстоцена и голоцена (11—13 тыс. лет назад). Как показали проведенные междисциплинарные исследования, древний человек занимался на стоянке разнообразными видами деятельности, в том числе расщеплением кремня и обсидиана, обработкой дерева, кости/рога, шкур животных и изготовлением одежды[37].
- Могильник Заюково-3 охватывает майкопскую, кобанскую, сарматскую и аланскую эпохи[38]. Грунтовый могильник датируется VIII веком до н. э. — VIII в. н. э., скальный могильник в устье реки Гунделен — VIII—XI веками. В одной из городищ сарматского времени, в погребении № 174 были похоронены четыре человека, жившие в I — начале II века[39].

## Улицы
На территории села зарегистрировано 58 улиц и 15 переулков:

## Известные жители
Родившиеся в Заюково:
- Измаил-бей Атажукин — прототип одноименного героя в произведении Михаила Юрьевича Лермонтова — «Измаил-бей» (Восточная повесть).
- Анзор Хацуевич Бирсов (15 июня 1892 года—5 июня 1983 года) — Герой Социалистического Труда (27.06.1949)
- Нахушев Черим Хачимович — популярный адыгский (черкесский) исполнитель национальной этнической музыки.
- Жабаги Казаноко — легендарный народный просветитель у восточных адыгов (кабардинцев). Ныне в центре села Заюково (рядом с домом культуры) возвышается памятник в его честь.
- Кармоков Хачим Мухамедович — российский политический деятель.
- Карданов Мухамед Муказирович — заслуженный работник культуры КБР и РФ; Член союза журналистов РФ и КБР.
- Шаова Нану Цуковна (1890—2019) — самый пожилой человек России по версии Книги рекордов России, с июля 2017 по январь 2019 года.